# Demetrio Conti
Demetrio Conti (Loreto, 23 dicembre 1837 – Ancona, 15 febbraio 1916) è stato un patriota italiano.

## Carriera
Marinaio a Genova quando Augusto Elia lo arruolò come nostromo sulla nave ‘’Lombardo’’ nella Spedizione dei Mille. Nella battaglia di Calatafimi fece parte dell’artiglieria e successivamente della compagnia dei carabinieri genovesi. Durante lo sbarco in Calabria, al comando della cannoniera n° 5, venuto a mancare il vento venne catturato dalle forze armate borboniche, assieme ai concittadini Feliciano Novelli e Alessandro Bevilacqua restando prigioniero nella cittadella di Messina. Inviato a Palermo partì poi per Tolone, Marsiglia e Genova per imbarcare armi e munizioni trasportate a Napoli.
Finita la campagna garibaldina fece ritorno ad Ancona, dove viveva da bambino e dove fu per molti anni impiegato nel penitenziario di Ancona e anche in quello di Senigallia.